# Mont Sarakura
Le mont Sarakura (皿倉山, Sarakura-san) est une colline culminant à 622 m d'altitude dans l'arrondissement Yahatahigashi-ku de la ville de Kitakyūshū dans la préfecture de Fukuoka au Japon. Elle fait partie du parc quasi national de Kitakyūshū.
Le mont Sarakura est l'un des principaux sommets des monts Hobashira. Des retransmetteurs pour radios et télévisions y sont installés qui desservent Kitakyūshū et la région environnante.
Un funiculaire et un petit monorail permettent d’accéder au sommet.